# Cubooctàedre
En geometria, el cubooctaedre o cubooctàedre és un dels tretze políedres arquimedians. S'obté truncant els vuit vèrtexs del cub, o bé els sis vèrtexs de l'octàedre regular.
Té 14 cares, 6 de les quals són quadrades i 8 triangulars, cada una de les seves 24 arestes separa una cara quadrada d'una triangular i a cadascun dels seus 12 vèrtexs hi concorren dues cares quadrades i dues triangulars.

## Àrea i volum
Les fórmules per calcular l'àrea A i el volum V d'un cuboctàedre tal que les seves arestes tenen longitud a són les següents:
{\displaystyle A=(6+2{\sqrt {3}})a^{2}}
{\displaystyle V={\begin{matrix}{5 \over 3}\end{matrix}}{\sqrt {2}}a^{3}}

## Esferes circumscrita, inscrita i tangent a les arestes
Els radis R, r i {\displaystyle \rho } de les esferes circumscrita, inscrita i tangent a les arestes respectivament són:
{\displaystyle {\begin{aligned}&R=a\\&r={\frac {3a}{4}}\\&\rho ={\frac {a{\sqrt {3}}}{2}}\\\end{aligned}}}
On a és la longitud de les arestes.

## Dualitat
El políedre dual del cuboctàedre és el dodecàedre ròmbic.

## Desenvolupament pla

Desenvolupament pla del cuboctàedre

## Simetries
El grup de simetria del cuboctàedre té 48 elements; el grup de les simetries que preserven les orientacions és el grup octàedric {\displaystyle O\cong S_{4}}. Són els mateixos grups de simetria que pel cub, l'octàedre, el cub truncat i l'octàedre truncat.

## Políedres relacionats
La següent successió de políedres il·lustra una transició des del cub a l'octàedre passant pel cuboctàedre:
| cub | cub truncat | cuboctàedre | octàedre truncat | octàedre |